# Suite Homenajes
La obra Homenajes del compositor español Manuel de Falla es una suite orquestal escrita a partir de composiciones anteriores. En ella encontramos un Homenaje a la tumba de Debussy, de 1920 (transcrita para piano inmediatamente después), un Homenaje a la tumba de Paul Dukas, de 1935, y una Fanfarria sobre el nombre de Arbós, compuesta hacia 1933. A estas obras hay que añadir una nueva pieza escrita en 1938, denominada Pedreliana, sobre temas de La Celestina, de Felipe Pedrell (maestro de Falla y renovador de la música moderna española). 
La primera audición de la suite Homenajes tuvo lugar en el Teatro Colón de Buenos Aires el 18 de noviembre de 1939 con dirección de su autor, establecido desde hacía poco en Argentina.
La obra se presenta, generalmente, en el siguiente orden: 1. Fanfarria sobre el nombre de Arbós. 2. Homenaje a la tumba de Debussy. 3. Homenaje a la tumba de Paul Dukas; y 4. Pedreliana. El primer movimiento es muy corto, oficiando como introducción y proveyendo los elementos necesarios para ligar los restantes movimientos. El segundo es enfático, lento. El tercero desarrolla un adagio para las cuerdas sobre solemnes acordes en el metal. Finalmente, el cuarto movimiento posee una instrumentación más aérea y delicada, sobre todo en las maderas. Con ritmos ágiles hace de este movimiento una gran conclusión que es al mismo tiempo una especie de 'retorno a las fuentes'.
La duración de la obra es de alrededor de diecisiete minutos.